# Perrig Quéméneur
Perrig Quéméneur (Landerneau, Finisterre, 26 d'abril de 1984) és un ciclista francès, professional des del 2008, quan va debutar amb l'equip Bouygues Telecom, estructura en la qual es manté, tot i que actualment amb el nom de Direct Énergie.
En la seva primera participació en el Tour de França, el 2011, guanyà el premi de la combativitat en la primera etapa. No té cap victòria destacable en el seu palmarès, donat que les seva principal funció a l'equip és de gregari.

## Palmarès
- 2007
  - 1r al Gran Premi de la vila de Buxerolles

### Resultats al Tour de França
- 2011. 151è de la classificació general
- 2014. 83è de la classificació general
- 2015. 74è de la classificació general
- 2017. 106è de la classificació general

### Resultats al Giro d'Itàlia
- 2014. 80è de la classificació general

### Resultats a la Volta a Espanya
- 2010. 100è de la classificació general
- 2016. 74è de la classificació general